# Álvaro
Álvaro es un nombre de pila de varón y apellido de origen germánico en su variante castellana.

## Origen
Álvaro deriva del castellano antiguo Álvar. 
El origen del nombre Álvar se desconoce aunque se cree que este llegó a Hispania al tiempo que los godos; tampoco está clara cuál es su composición, sobre la que existen diversas teorías, dado que en el nórdico antiguo y en el germánico muchas palabras comienzan con alb-, alf-, alv-:
1. Derivado de nórdico antiguo Hallvarðr, formado por "hall", que significa roca, y "varðr", que significa "guardián o defensor"[1][2]
2. Derivado del sueco "Alfarr".[3]
3. Derivado del germánico All-wars, de all (todo) y wars (prevenido), que quiere decir "Muy precavido".[4]
4. Derivado del magiar Alvö, que significa "el que duerme".
5. Derivado del germánico Alla-warja, que significa "guardián de todas las cosas" o Elf-wehr, "guerrero elfo".
6. Derivado del germánico Athal-bera, que significa "oso noble".
7. Derivado del germánico Athal-ward, que significa "guardián noble".
8. Derivado del germánico Alphard, de "Alf" (Elfo) y "Hard" (duro, fuerte), que significaría "Elfo fuerte".[5]
9. Derivado del germánico Alberich, quien era un legendario "rey de los elfos" (elbe "elfos", reix, rex "rey"). También es conocido como el "rey de los enanos".
10. Derivado del nórdico antiguo Álfar, que significa elfo en antiguo nórdico.

El nombre se utilizó con bastante frecuencia durante la Edad Media, como muestran las derivaciones del nombre Álvarez, que significa "hijo de Álvaro". Mientras que en Rusia, Bulgaria y la antigua Yugoslavia , se usó el nombre como Patronímico Alvarov/ova, Alvarović, que significa "hijo o hija de Al'var.
Actualmente Álvar sigue siendo un nombre existente en los países nórdicos y de influencia nórdica como se muestra a continuación. 

### Variantes en otros idiomas
| Variantes en otras lenguas | Variantes en otras lenguas     |
| -------------------------- | ------------------------------ |
| Alemán                     | Alvar, Albrecht, Alberich      |
| Inglés                     | Avery, Audrey, Auberon, Oberon |
| Francés                    | Aubry, Albéric, Oberon         |
| Búlgaro                    | Алвар                          |
| Catalán                    | Àlvar                          |
| Checo                      | Alvar                          |
| Danés                      | Alvar                          |
| Español                    | Álvaro, Álvar                  |
| Finlandés                  | Alvar                          |
| Gallego                    | Álvar, Álvaro                  |
| Italiano                   | Alvaro                         |
| Polaco                     | Alwar                          |
| Portugués                  | Álvaro, Âlvaro                 |
| Ruso                       | Альвар                         |
| Noruego                    | Alvar, Hallvarðr, Hallvard     |
| Sueco                      | Alvar                          |
| Godo                       | Alewar                         |
| Vasco                      | Albaro                         |
| Árabe                      | آلبارو                         |
| Japonés                    | アルバロ                       |
| Tailandés                  | อัลวาโร                         |

## Santoral y festividades
- 19 de febrero Beato Álvaro de Córdoba, dominico español.
- 12 de mayo Beato Álvaro del Portillo, obispo, sucesor de san Josemaría al frente del Opus Dei.
- 29 de noviembre Álvaro Pelagio, franciscano, abogado canónico, gallego.
- 23 de septiembre Álvaro Roca Voltà, marqués de Santa Maria de Palautordera.